# 이종 (1911년)
이종(1911년 8월 9일 ~ 2011년 7월 19일)은 대한민국의 비전향 장기수이다. 문화어로는 리종이라고 한다.

## 생애
충청북도 영동군에서 태어나 어릴 때 아버지를 여의고 홀어머니와 단둘이 생활했다. 산골 마을이라는 환경과 봉건적인 가정 분위기 때문에 신학문을 제대로 배울 수 없었다. 이종은 교육을 받지 못해 답답한 마음에 조혼한 아내를 버려두고 10대 후반에 가출하여 경성부로 올라갔다.
서울에서 경성고학당이라는 고학생을 위한 무료 학교에 다니면서 막연하게 알고 있던 사회주의 사상을 본격적으로 접하였다. 학교는 중도에 폐쇄되었으나 이미 사상적으로 고취되어 있었다. 이종은 귀향해 영동농민조합과 연계하여 수년 동안 야학 운동을 벌였다. 그러나 일본 제국은 이런 활동을 반기지 않아 야학은 문을 닫아야 했고 이종도 구속되었다.
일제강점기 말기에는 극심한 탄압과 모친상으로 별다른 활동을 하지 못하다가, 군정기가 시작되자 남조선로동당 영동지부 선전책을 맡아 좌익 운동을 벌였다. 곧 남로당이 불법화되면서 이종도 1947년 대동청년단에게 붙잡혀 청주형무소에서 수감 생활을 했다. 이때 이종은 일제 강점기에 야학을 탄압하던 경찰관이 영동경찰서장이 된 것을 보고 친일파 경찰을 등용하는 미군정의 현실에 크게 실망하였고, 서울로 올라가 남로당 월선부에서 38선 월경자를 선별하는 활동을 계속했다.
남로당 활동으로 체포되어 재판을 받던 중 한국 전쟁을 맞았다. 서울이 조선인민군 점령 하에 있는 동안 전리품 관리위원회에서 일하다가 인민군에 편입되었다. 1951년에 조선로동당의 소환으로 금강정치학원에 입교한 뒤 1년 동안 공작원 교육을 받았다. 휴전 직전인 1953년 5월에 서해를 통해 남파되었다.
보따리 장수로 위장한 뒤 1959년 5월까지 약 6년 간 대한민국에서 활동하던 중 간첩미수 혐의로 체포되어 10년 동안 수감되었다. 1969년에 만기 출소했으나 전향하지 않았기 때문에 1975년 보안관찰법에 의해 또다시 구금되었다. 이종은 비전향 장기수 가운데 최고령이었다. 이로 인해 노태우 정부가 출범한 뒤 인도적 석방 여론이 일어났고, 1988년 풀려났다. 두 차례의 징역살이 기간을 합치면 약 23년이다.
2000년 6·15 남북 공동선언에 따라 직계 가족이 있는 조선민주주의인민공화국으로 송환되었다. 송환된 장기수 가운데 류한욱과 함께 만 89세로 최고령자였다.

## 예술 작품
비전향 장기수를 소재로 한 다큐멘터리 영화 《송환》 촬영에 응했으나 편집 과정에서 내용이 삭제되어 DVD 서플먼트에 사연이 포함되었다.
이종은 수감 생활 중 시를 창작했다. 적을 곳이 없어 머릿속에서 창작한 뒤 기억해 두었던 시를 엮어 1995년에 첫 번째 시집 《독방》을, 1997년에는 출소 후 양로원에서 쓴 시를 묶어 두 번째 시집 《독방2》를 출간했다. 다음은 이종이 수감 중 지은 〈나의 시〉 중 일부이다.
나의 시는 쓰는 것이 아니라 중얼거린다

종이와 잉크가 없어서

눈물에 피를 섞어서

심벽(心壁)에 외워 담는다.

## 같이 보기
- 송환

## 참고자료
- 김선명 외 6인 (2000년 8월 1일). 〈이종 - 독방의 시인〉. 《0.75평 지상에서 가장 작은 내방 하나》. 서울: 창. ISBN 89-7453-074-0.